# Dryadodaphne
Dryadodaphne is een geslacht uit de familie Atherospermataceae. De soorten komen voor op Nieuw-Guinea en in de Australische staat Queensland.

## Soorten
- Dryadodaphne celastroides S.Moore
- Dryadodaphne crassa Schodde ex Philipson
- Dryadodaphne novoguineensis (Perkins) A.C.Sm.
- Dryadodaphne trachyphloia Schodde

Atherosperma · 
Daphnandra · 
Doryphora · 
Dryadodaphne · 
Laurelia · 
Laureliopsis · 
Nemuaron